# Ледков, Григорий Петрович
Григо́рий Петро́вич Ледко́в (род. 26 марта 1969 года, Нарьян-Мар, Ненецкий национальный округ, СССР) — российский политик и общественный деятель ненецкого происхождения, сенатор от законодательной власти Ямало-Ненецкого автономного округа, президент Ассоциации коренных малочисленных народов Севера, Сибири и Дальнего Востока в 2013—2025 гг.
Ледков начал карьеру в сфере образования и этнокультуры, а позже работал в системе муниципальной власти. С 2011 по 2020 год был депутатом Государственной думы VI и VII созывов от «Единой России». В октябре 2020 года сложил полномочия депутата в связи с назначением на пост сенатора в Совете Федерации. За время работы в Государственной думе и Совете Федерации Ледков выступил соавтором 22 законодательных инициатив и поправок к проектам федеральных законов. Среди ключевых инициатив Ледкова — создание единого реестра коренных народов, введённого в мае 2020 года. Реестр критиковали за возможность использования для усиления контроля над активистами и представителями коренных народов под предлогом борьбы с экстремизмом. В 2020 году Ледков вошёл в состав рабочей группы из 75 политиков, сенаторов, артистов, общественных деятелей и представителей бизнеса, работающих над поправками к Конституции.
На посту президента Ассоциации коренных малочисленных народов Севера, Сибири и Дальнего Востока Ледков критиковался за усиление зависимости организации от государства, подавление независимого активизма, а также за поддержку российского вторжения в Украину.
С 2022 года Ледков находится под персональными международными санкциями 27 стран Европейского союза, Великобритании, США, Канады, Швейцарии, Австралии, Украины, Новой Зеландии.

## Биография

### Образование
Григорий Ледков родился 26 марта 1969 года в Нарьян-Маре Ненецкого национального округа, в семье педагога и художника Майи Ледковой и председателя Совета старейшин «Ассоциации ненецкого народа „Ясавей“» Петра Ледкова. Его семья имеет ненецкое происхождение. После окончания школы Григорий Ледков поступил в Нарьян-Марский зооветеринарный техникум на специальность «ветеринарный фельдшер». В 1988 году, выпустившись из техникума, Ледков отправился на срочную службу в Советскую армию. После демобилизации работал методистом, директором Этнокультурного центра Ненецкого автономного округа. В 1996 году окончил Российский государственный педагогический университет имени А. И. Герцена по специальности «учитель культурологии и истории».
В 1999 году Ледков вернулся в Ямало-Ненецкий АО, в Тазовский район. В 2006 году прошёл переквалификацию по специальности «юриспруденция» в Санкт-Петербургском государственном университете.

### Карьера
В 2000 году Григорий Ледков был назначен специалистом отдела по делам коренных малочисленных народов Севера администрации Тазовского района. С 2000 по 2004 год занимал должность главы администрации Гыданского сельского совета Тазовского района. После этого, до 2006 года, Ледков работал заместителем председателя комитета по управлению муниципальным имуществом администрации муниципального образования Тазовского района. С 2006 по 2008 год занимал должность директора муниципального учреждения «Управление муниципальным имуществом Тазовского района». Также в 2006 году Ледков стал заместителем председателя правления Тазовского районного отделения ассоциации «Ямал — потомкам!».
С января по июль 2008 года занимал должность заместителя начальника управления капитального строительства Тазовского района по вопросам строительства объектов агропромышленного комплекса. В июле 2008 года Ледков был назначен председателем сельскохозяйственного производственного кооператива «Тазовский».
В 2010 году его избрали заместителем председателя районной думы.
В декабре 2011 года Ледков избран депутатом Государственной думы VI созыва по федеральному списку партии «Единая Россия» и вошёл в состав комитета по делам национальностей. В 2016 году переизбрался депутатом Государственной думы VII созыва по 225-му одномандатному округу.
13 сентября 2020 года Ледков избрался депутатом Законодательного собрания Ямало-Ненецкого автономного округа VII созыва. 20 сентября на заседании президиума регионального отделения партии «Единая Россия» было решено, что Ледков станет новым представителем ЯНАО в Совете Федерации России. 22 сентября Ледков сложил полномочия депутата Госдумы. 24 сентября по представлению губернатора Дмитрия Артюхова депутаты парламента ЯНАО одобрили Ледкова сенатором. В этой должности он сменил Александра Ермакова. В Совете Федерации Ледков вошёл в состав Комитета по федеративному устройству, региональной политике, местному самоуправлению и делам Севера.

## Деятельность

### Законодательные инициативы и проекты
С 2011 по 2019 год, во время работы в Государственной думе VI и VII созывов, и позже, во время работы в Совете Федерации Григорий Ледков стал соавтором 22 законодательных инициатив и поправок к федеральным законопроектам, направленных на защиту прав коренных малочисленных народов Российской Федерации. В Госдуме был членом рабочей группы комитета по делам национальностей.
С 2015 года Ледков работал над законопроектом о создании единого реестра представителей коренных и малочисленных народов. Согласно разработанному им закону, реестр даёт возможность коренным жителям единожды подтвердить свою национальную принадлежность, избавляя их от необходимости в дальнейшем предоставлять документы профильным ведомствам для реализации прав на традиционное рыболовство, охоту и получение мер государственной поддержки. Реестр был создан в 2020 году, а его ведением занялось Федеральное агентство по делам национальностей (ФАДН), учреждённое в 2015 году также при участии Ледкова. При этом реестр представителей коренных малочисленных народов включён в систему мониторинга межнациональных и межконфессиональных отношений; ответственным за мониторинг, направленный на выявление экстремизма, назначена ФСБ России. Критики утверждали, что реестр может быть использован ФСБ против коренного населения для усиления государственного контроля и мониторинга активистов под предлогом борьбы с экстремизмом.
При содействии Ледкова в 2017 году был принят закон, разрешающий усыновление детей оленеводами-кочевниками. Ранее представители таких народов, как ненцы, ханты, манси и чукчи, не имеющие постоянного места жительства в общепринятом понимании, не имели такой возможности. В 2020 году Ледков поддержал инициативу коренных народов, обратившихся в Министерство природных ресурсов и экологии Российской Федерации с просьбой изменить правила охоты на дичь, чтобы разрешить петельный метод охоты — традиционный способ охоты для многих коренных народов. В 2022 году Ледков также выступал за включение профессии чумработницы в реестр официальных профессий.
За свою законодательную деятельность в должности депутата Ледков получил благодарность от председателя Государственной думы Вячеслава Володина.
В 2020 году Ледков вошёл в состав рабочей группы из 75 политиков, сенаторов, артистов, общественных деятелей и представителей бизнеса, работающих над поправками к Конституции.

### Руководство Ассоциацией коренных малочисленных народов Севера, Сибири и Дальнего Востока РФ
В 2013 году, на VII Съезде коренных малочисленных народов Севера, Сибири и Дальнего Востока России, Григорий Ледков был избран президентом Ассоциации коренных малочисленных народов Севера, Сибири и Дальнего Востока (АКМНСС и ДВ). На съезд прибыли около 350 делегатов из более чем 20 регионов России. Сергей Харючи, занимавший этот пост 16 лет, отказался от переизбрания и представил Ледкова в качестве преемника. На пост президента также претендовали Анна Отке, лидер Ассоциации коренных малочисленных народов Чукотки, и Павел Суляндзига, член рабочей группы ООН по правам человека. В первом туре тайного голосования Ледков получил 139 голосов, Отке — 27, а Суляндзига — 190. Однако ни один из кандидатов не набрал двух третей голосов, необходимых для победы, поэтому был назначен второй тур. Во втором туре Ледков набрал 153 голоса, а Суляндзига — 200. После этого Харючи попросил прессу и гостей покинуть зал заседаний для проведения закрытых переговоров. По их итогам Суляндзига отказался от участия в выборах, сославшись на невозможность продолжать борьбу за пост. Это решение вызвало протесты среди делегатов: около 50 человек покинули зал, заявив, что на Суляндзигу оказывалось давление, а избрание Ледкова стало результатом вмешательства государственных структур. В 2017 и 2021 годах Ледков был переизбран на посту президента Ассоциации.
Под руководством Ледкова Ассоциация значительно изменила свою политику, практически полностью переориентировались на интересы федеральной власти. В президиум организации вошли представители исполнительной и законодательной власти, а руководство региональных отделений передали бывшим политикам и их родственникам. Ассоциация поддержала поправки к Конституции в 2020 году, которые расширили полномочия президента России и, по мнению критиков, негативно отразились на правах коренных народов. Ледков также поддержал поправку о русском языке как языке «государствообразующего народа». Сам Ледков утверждал, что поправка лишь закрепляет существующую ситуацию. Организация начала передавать правоохранительным органам данные о «нелояльных» членах, исключая их из международных форумов за критику политики властей. В 2022 году Ассоциация поддержала российские военные действия в Украине. Зимой 2023 года Ассоциация заявила о поддержке выдвижения Путина на пост президента, выступив с лозунгом: «За Президента! За Россию! За стабильное будущее нашей страны!». В 2023 году Ледков также поддержал привлечение туристов в места проживания коренных малочисленных народов РФ и поблагодарил Генпрокуратуру за содействие в защите прав коренных народов.
Под непосредственным руководством Ледкова Ассоциация активно преследовала антивоенных активистов. Организация неоднократно обращалась в правоохранительные органы с просьбами проверить на экстремизм деколониальные движения, такие как «Абориген Форум» и «Россия коренных народов», после их заявлений против войны. В июле 2024 года Минюст внёс в реестр экстремистских организаций 55 организаций, включая фонды «Свободная Бурятия», «Свободная Якутия» и «Новая Тыва». Президентство Ледкова вызвало резкую критику со стороны Павла Суляндзиги, который обвинил его в намеренной утрате независимости организации и подавлении независимого активизма. Впоследствии Суляндзига стал объектом преследований со стороны ФСБ, обвинявшей его в сепаратизме и экстремизме. В 2016 году он был вынужден покинуть страну вслед за своей семьёй. В 2022 году, в ответ на изменения в Ассоциации, Суляндзига создал Международный комитет коренных народов России (ICIPR), который занялся защитой прав коренных народов, экологическими вопросами и обеспечением безопасности активистов. В 2023 году Суляндзига был внесён в реестр иностранных агентов.
В октябре 2024 года лидеры общественных объединений КМНСС и ДВ РФ опубликовали открытое заявление, выражая несогласие с политикой Григория Ледкова. Они раскритиковали его за отказ налаживать сотрудничество с Благотворительным фондом поддержки малочисленных народов, снижение открытости диалога и выборочный подход к участию в региональных мероприятиях. По данным СМИ, после публикации этого заявления Ледков был вызван в Администрацию президента. Вскоре он инициировал пиар-кампанию в свою поддержку, в рамках которой во «ВКонтакте» появились видеоролики, где члены Ассоциации благодарили его за вклад в работу организации. 7 ноября вице-президент Ассоциации и член Совета Федерации (сенатор) Александр Новьюхов объявил о планах баллотироваться на пост президента АКМНСС и ДВ РФ, заявив, что «необходимо действовать, а не изображать активность». По информации источников в Ассоциации, это заявление стало ответом на публичное обращение её членов к Ледкову. Новьюхова поддержали депутат законодательного собрания ЯНАО Тимофей Лаптандер и ряд других политиков. В начале февраля 2025 стало известно, что Ледков не выдвинул свою кандидатуру на пост президента и, таким образом, не будет участвовать в новых выборах, назначенных на 25 апреля 2025.

### Общественный совет Арктической зоны РФ и Арктический совет
26 октября 2020 года Григорий Ледков был избран главой Общественного совета Арктической зоны РФ (АЗРФ). Основной задачей совета является контроль за соблюдением прав коренных малочисленных народов Севера и мониторинг влияния инвестиционных проектов на экологию российской Арктики. На посту главы Общественного совета АЗРФ Ледков активно выступал за расширение сети торгово-логистических центров в Арктике. Он отмечал, что строительство таких центров и продвижение продукции коренных малочисленных народов Севера являются ключевыми факторами для развития региона.
В 2021 году, когда председательство в международной организации Арктический совет перешло к Российской Федерации, Ледков присутствовал на церемонии передачи полномочий. Он заявил, что Ассоциация коренных малочисленных народов Севера, Сибири и Дальнего Востока будет активно участвовать в формировании повестки совета в этот период. Ледков также выступал за усиление роли Секретариата коренных народов в работе Арктического совета, отмечая необходимость укрепления их позиций. Критики, такие как Пол Гобл, выражали опасения, что действия Ледкова в совете могут быть частью попыток России усилить контроль в Арктическом регионе. После полномасштабного вторжения России в Украину деятельность Арктического совета была заморожена. В 2023 году председательство перешло к Норвегии, и сотрудничество в рамках совета возобновилось.

## Санкции
9 марта 2022 года, на фоне вторжения России на Украину, Григорий Ледков был включён в санкционный список Европейского союза. Основанием стало его голосование за ратификацию договоров о дружбе с самопровозглашёнными ЛНР и ДНР.
24 марта 2022 года он был включён в санкционный список Канады как «соратник режима» за содействие нарушению суверенитета и территориальной целостности Украины.
30 сентября 2022 года Ледков попал в санкционный список Соединённых Штатов Америки за поддержку аннексии Путиным украинских регионов и голосование за закон о фейках. Госдепартамент отметил, что сенаторы проголосовали за одобрение просьбы Путина о вводе войск в Украину, что стало необоснованным предлогом для полномасштабного вторжения.
По аналогичным основаниям, 15 марта 2022 года Ледков был внесён в санкционный список Великобритании. С 16 марта 2022 года он находится под санкциями Швейцарии, с 21 апреля 2022 года — Австралии, с 3 мая 2022 года — Новой Зеландии. Указом президента Украины Владимира Зеленского от 7 сентября 2022 года он был включён в санкционный список Украины.

## Личная жизнь
Григорий Ледков женат, воспитывает четверых детей. На 2023 год, по словам Ледкова, его супруга работала в муниципальном архиве Тазовского района. Средние дети пары учились в Медицинской академии в Тюмени. Старший сын воспитывает двоих детей, он также отслужил в армии и проходил заочное обучение.